# Slater (Wyoming)
Slater è un census-designated place degli Stati Uniti d'America, situato nella Contea di Platte nello stato del Wyoming. Nel censimento del 2000 la popolazione era di 82 abitanti.

## Geografia fisica
Secondo i rilevamenti dell'United States Census Bureau, la località di Slater si estende su una superficie di 191,6 km², tutti occupati da terre.

## Popolazione
Secondo il censimento del 2000, a Slater vivevano 82 persone, ed erano presenti 23 gruppi familiari. La densità di popolazione era di 0,4 ab./km². Nel territorio comunale si trovavano 42 unità edificate. Per quanto riguarda la composizione etnica degli abitanti, il 100% era bianco.
Per quanto riguarda la suddivisione della popolazione in fasce d'età, il 30,5% era al di sotto dei 18, l'1,2% fra i 18 e i 24, il 22,0% fra i 25 e i 44, il 36,6% fra i 45 e i 64, mentre infine il 9,8% era al di sopra dei 65 anni di età. L'età media della popolazione era di 40 anni. Per ogni 100 donne residenti vivevano 134,3 uomini.